# Bourville
Bourville este o comună situată în regiunea Seine-Maritime, Franța. În 1 ianuarie 2022 avea o populație de 278 de locuitori.